# ナイト・ウォッチ (映画)
『ナイト・ウォッチ』（ロシア語: Ночной дозор、英語: Night Watch）は、2004年のロシアのファンタジー映画。監督はティムール・ベクマンベトフ、出演はコンスタンチン・ハベンスキーとマリア・ポロシナなど。ロシアの作家セルゲイ・ルキヤネンコの同名のファンタジー小説を原作としている。

## ストーリー
特殊な能力を持つ人間、アザーズ。そんな彼らは闇の勢力と光の勢力に別れ、争いを続けていた。だが争いから生まれるものはないと、光の勢力の王ゲッサーは停戦協定を結び、世界は平和に保たれていた。時は流れ、1992年のモスクワ。あるアパートで青年のアントンは魔女ダリアに妻の子を殺してくれと頼む。するとアザーズが現れ魔女を取り押さえはじめ、その様子が見えるアントンが同じくアザーズであることがわかり、彼はアザーズとして戦うことを余儀なくされる。

## キャスト
※括弧内は日本語吹き替え
- アントン - コンスタンチン・ハベンスキー（平田広明）
- ゲッサー - ウラジミール・メニショフ（福田信昭）
- コースチャの父 - ワレーリー・ゾロツキン
- スヴェトラーナ - マリア・ポロシナ（岡寛恵）
- イゴール - ディマ・マルティノフ（久保田恵）
- オリガ - ガリーナ・チューニナ（浅野まゆみ）
- ザヴロン - ヴィクトル・ヴェルズビツキー（石塚運昇）